# Валаамская ДЭС
Валаамская ДЭС — дизельная электростанция на острове Валаам, Республика Карелия.

## История
Дизельная станция мощностью 1 МВт ведена в эксплуатацию в 1950-х годах и размещалась в бывшей монастырской кузнице одного из православных центров России на острове Валаам — Валаамского монастыря.

## Описание
На конец 2010 года установленная электрическая мощность ДЭС равна 2,05 МВт.
Коэффициент использования установленной мощности в 2010 году — 0,3 %. За год электростанция выработала всего 4668 тыс. кВт⋅ч электрической энергии.